# The Malaysian Insider
The Malaysian Insider – malezyjski portal internetowy o charakterze informacyjnym, funkcjonujący w latach 2008–2016.
Portal został uruchomiony 25 lutego 2008 r., a w styczniu 2014 r. był 30. stroną WWW w kraju pod względem popularności (według danych Alexa Internet).
W dniu 25 lutego 2016 r. serwis „The Malaysian Insider” został zablokowany przez krajowy organ regulacyjny ds. internetu – Malaysian Communications and Multimedia Commission (MCMC). Do blokady miało dojść ze względów bezpieczeństwa narodowego. Strona zakończyła działalność 15 marca tegoż roku.